# Bathyepsilonema brachycephalum
Bathyepsilonema brachycephalum är en rundmaskart som beskrevs av Steiner 1931. Bathyepsilonema brachycephalum ingår i släktet Bathyepsilonema och familjen Epsilonematidae. Inga underarter finns listade i Catalogue of Life.